# Les Aventures du brave soldat Švejk
Cet article possède un paronyme, voir Le Brave Soldat Chvéïk (homonymie).
 (décembre 2018).

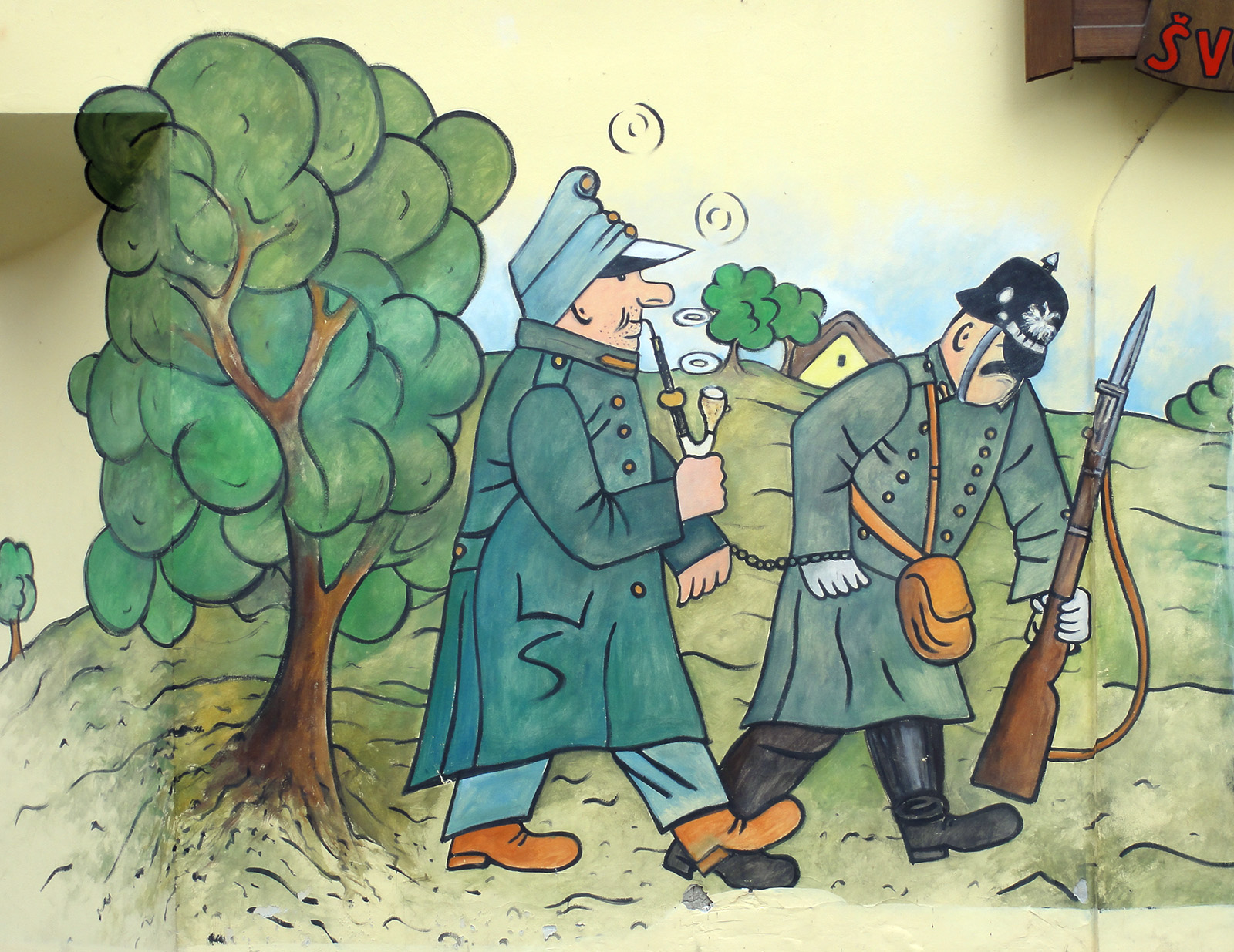
Fresque murale au restaurant Švejk (à Prague, place Betlémské náměstí).

Les Aventures du brave soldat Švejk pendant la Grande Guerre (Osudy Dobrého vojáka Švejka za první světové války) — autrefois orthographié Chvéïk — est un roman satirique inachevé de l'écrivain tchèque Jaroslav Hašek (1883-1923), publié en quatre tomes de 1921 à 1923. Les trois premiers tomes sont intégralement de l'auteur, tandis que le quatrième a dû être achevé après sa mort par son ami Karel Vaněk. Cependant, cette fin n'est incluse ni dans les éditions tchèques, ni dans les éditions étrangères ; elle est publiée séparément.
L'œuvre relate sur le mode de l'absurde et du grotesque les pérégrinations de Josef Švejk, brave Tchèque de Prague vivant à l'époque de la Grande Guerre, sous la domination austro-hongroise.

## Histoire du personnage
Le personnage de Josef Švejk (longtemps orthographié "Chvéïk", cf. bibliographie) apparaît pour la première fois sous la plume de l'auteur avant la Première Guerre mondiale dans une série de petits récits humoristiques sans prétention : Le Brave Soldat Švejk et autres histoires curieuses (Dobrý vojak Švejk a jiné podivné historky), en 1912.
Dans cette première ébauche, Švejk a un caractère encore assez peu approfondi : il est une simple caricature anti-militariste de « l'idiot du bataillon ». Il ne prendra toute son envergure que dans les trois tomes principaux de la série : Švejk s'affirme alors, à lui tout seul, comme le symbole de l'absurdité de la Première Guerre mondiale, et peut-être de toutes les guerres en général.
Autrefois réformé pour idiotie et faiblesse d'esprit, Švejk est le type même de l'ingénu voltairien : honnête, naïf et incompétent, il révèle parfois une ruse dont on ne l'aurait pas soupçonné. S'il réussit à ridiculiser le fait militaire, c'est moins en le critiquant qu'en le vénérant d'une façon totalement imbécile. À l'optimisme forcené de Švejk s'oppose la résignation désabusée des personnages qu'il rencontre, lesquels ne croient pas une seconde à l'utilité de la guerre ou à la possibilité qu'auraient l'Autriche-Hongrie et les autres Empires centraux de la gagner. Cela donne lieu à de nombreuses scènes burlesques, comme lorsque Švejk se fait arrêter et emprisonner parce qu'il a publiquement manifesté son enthousiasme devant une affiche de mobilisation générale, son élan patriotique sincère ayant été pris pour de l'insolence.
Les célèbres illustrations réalisées par le dessinateur tchèque Josef Lada ont immortalisé Švejk sous les traits d'un personnage bedonnant, mal rasé et entre deux âges.

## Synopsis du premier tome
Le roman s'ouvre sur une scène de comptoir grotesque, dans le restaurant du Calice à Prague, tenu par Palivec, le 28 juin 1914. Le jour même, l'archiduc François-Ferdinand est assassiné par Prinzip à Sarajevo, marquant le début de la Grande Guerre.
Švejk et Palivec conversent avec un dénommé Bretschneider, un policier politique caricatural de la monarchie austro-hongroise, qui fait tout pour les inciter à tenir des propos défaitistes et attentatoires à l'ordre établi.
Palivec ayant eu le malheur de révéler qu'il avait ôté du mur le portrait de l'empereur François-Joseph parce que « les mouches chiaient dessus », cette déclaration suffit à mettre Bretschneider de joyeuse humeur et à embarquer les deux compères au poste de police.
Au centre de détention du poste de police, Švejk, avec une parfaite insouciance, interroge la dizaine de personnes incarcérées avec lui, toutes accusées de haute trahison mais enfermées pour des raisons absurdes.
Une fois introduit dans la salle d'interrogatoire, et après avoir lancé un « Je vous souhaite bonsoir à tous, messieurs ! » aux policiers stupéfaits, Švejk vient vite à bout de la résistance de ces derniers en raison de l'idiotie et de la parfaite candeur de ses réponses. Il finit par signer des aveux complets pour leur faire plaisir. À ses compagnons de cellule qu'il retrouve ensuite, il avoue tranquillement :

« - Je viens d’avouer que j’avais p’têt assassiné l’archiduc Ferdinand. »

Déféré devant la cour territoriale du royaume de Bohême, Švejk persuade rapidement un juge débonnaire de sa débilité profonde, et au lieu d'une peine de prison, celui-ci lui impose un passage devant les psychiatres pour déterminer s'il est, oui ou non, responsable de ses actes.
Après une suite de questions très complexes dont même une personne saine d'esprit ignorerait les réponses, Švejk est unanimement décrété fou par le collège de médecins, et envoyé à l'asile d'aliénés. Le séjour à l'asile est vécu par Švejk comme un moment de pur bonheur : il est ému jusqu'aux larmes par les soins des infirmiers qui le traitent pourtant sans ménagement.

« Ceci fait, les infirmiers le prirent dans leurs bras et le portèrent aux cabinets, en le priant de faire ses petits et ses gros besoins. Cela aussi fut pour Chvéïk un moment historique, et il en parlait avec attendrissement. (...) Je ne citerai que la phrase dont Chvéïk accompagne toujours le souvenir de cette scène, désormais inoubliable pour lui 
- Et pendant ce temps-là, l'un des infirmiers me tenait dans ses bras ! »

Il fait un véritable scandale quand un médecin l'accuse de simuler la folie pour échapper à la guerre et le renvoie de l'établissement. Une fois dehors, ce n'est ensuite pas sans mal (son exclamation « Gloire à l'empereur François-Joseph ! » devant une affiche de mobilisation lui fait à nouveau frôler l'arrestation) qu'il arrive à retourner chez lui.
Obsédé par la guerre, son activité de voleur et de trafiquant de chiens ne lui suffit plus. Malgré une crise de rhumatisme, Švejk insiste pour se faire conduire, en fauteuil roulant, jusqu'aux bureaux de recrutement, le tout en hurlant des invectives patriotiques anti-serbes (« A Belgrade ! A Belgrade ! » ), ce qui donne lieu à une nouvelle scène burlesque au bout de laquelle il est appréhendé, examiné et à nouveau considéré comme un simulateur mimant la folie pour échapper à la guerre.
Transféré encore une fois à la prison de Prague, il se lie d'amitié avec l’aumônier militaire (Feldkurat) Otto Katz, prêtre officiant de la place forte, réputé pour son caractère libidineux et son incommensurable ivrognerie. Otto Katz s'arrange pour faire libérer Švejk et en faire son soldat d'ordonnance. Débute alors une coopération harmonieuse entre les deux personnages, ponctuée par la célébration de messes approximatives, les beuveries et l'expulsion à coups de pied des créanciers du curé, jusqu'à ce que ce dernier perde Švejk au cours d'une partie de cartes avec le lieutenant Lucas, qui en fait son domestique.
Le lieutenant Lukáš, grand amateur du beau sexe, trouvera une ordonnance efficace en la personne de Švejk, bien que ce dernier, entre autres, provoque accidentellement la mort de son canari, puis de son chat, avant de lui fournir un chien secrètement volé à un colonel, ce qui met le lieutenant dans une situation impossible le jour où, promenant le chien, il croise ce supérieur hiérarchique. Furieux, le colonel envoie immédiatement Lucas et Švejk sur le front.
Leur compagnie, après une équipée ubuesque à travers la Bohême, l'Autriche et la Hongrie, rejoint le front de Galicie. Švejk se retrouve alors devant la cour martiale, non pour avoir voulu déserter mais pour avoir, par pure curiosité, endossé un uniforme russe trouvé par hasard sur le champ de bataille.

## Postérité

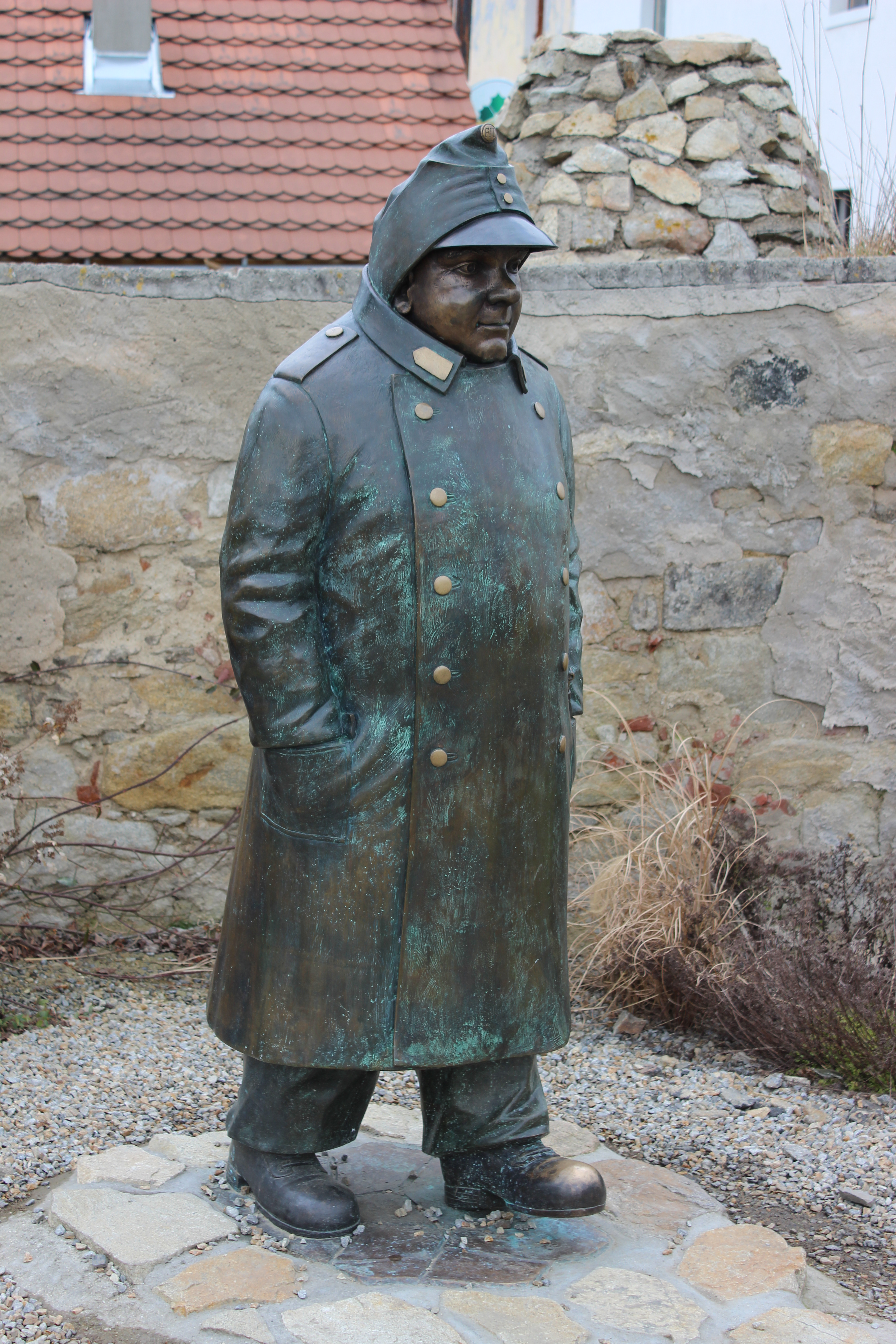
Monument à Švejk dans la ville de Putim, en Tchéquie.

Le Brave Soldat Švejk est considéré comme l'un des meilleurs récits satiriques de la littérature mondiale. Aujourd'hui souvent comparé à Don Quichotte, les milieux littéraires ont pourtant rejeté cette œuvre dans un premier temps, rebutés par le personnage de Švejk, jugé terne et simpliste.
C'est en réalité le peuple tchèque lui-même, séduit par tant d'humour et de dérision, qui a assuré la célébrité de Švejk pour l'ériger en une véritable figure nationale.
D'autre part, l'icône de la survie civile en temps de guerre qu'est Švejk est reprise en 1943 par Bertolt Brecht dans sa pièce Schweyk dans la Deuxième Guerre mondiale.

## Éditions françaises

### Première version Gallimard
1. Le Brave Soldat Chvéïk, traduit par Jindřich Hořejší dit Henri Horessi, 1932
2. Nouvelles aventures du brave soldat Chvéïk
- Traduction originale : Nouvelles aventures du brave soldat Chvéïk, traduit par Pál et Magda Aranyossi, 1932 (il s'agissait en fait d'une retraduction de la version hongroise de Frigyes Karikás (1930), qui avait elle-même été retraduite de la version allemande de Grete Reiner (1926) ; cette version française était donc loin du tchèque d'origine)[1]
- Traduction de remplacement : Nouvelles aventures du brave soldat Chvéïk, traduit par Claudia Ancelot, 1971

3. Dernières aventures du brave soldat Chvéïk, traduit par Claudia Ancelot, 1980

### Deuxième version Gallimard (en cours)
- Les Aventures du brave soldat Švejk pendant la Grande Guerre, Livre Premier : À l'arrière, traduit par Benoît Meunier, 2018

## Adaptations
- Le metteur en scène berlinois Erwin Piscator décide de mettre en scène la pièce après l'avoir adaptée au théâtre avec l'aide de Bertolt Brecht et Felix Gasbarra (de), à la Piscator-Bühne (de) entre janvier et juin 1928. Piscator fait jouer Chvéïk par Max Pallenberg, et utilise de nombreuses caricatures de George Grosz, dessinées pour la pièce, pour alimenter la mise en scène. La scénographie est novatrice : Pallenberg est le seul acteur, les autres personnages étant représentés par des marionnettes, entières ou à demi, un tapis roulant symbolise le déroulement inéluctable de la guerre. La pièce est un grand succès à Berlin.
- Le réalisateur tchèque Jiří Trnka a adapté le roman en long-métrage animé (marionnettes) en 1955, avec Jan Werich dans le rôle du narrateur (voir Le Brave Soldat Chvéïk).
- Le réalisateur tchèque Karel Steklý a conçu deux films en 1956 et en 1957, avec Rudolf Hrušínský dans le rôle de Chvéïk (voir Le Brave Soldat Chvéïk).
- En 1958, la première de l'opéra Le bon soldat Schweik (en) de Robert Kurka (en) a lieu au New York City Opera[2].
- En République fédérale d'Allemagne, le livre a été à nouveau adapté dans les années 1960, avec Heinz Rühmann.
- Une série télévisée en treize épisodes en allemand, Die Abenteuer des braven Soldaten Schwejk, réalisée par Wolfgang Liebeneiner, fut conçue et diffusée par la chaîne publique autrichienne ORF en 1972. Le rôle principal était tenu par Fritz Muliar.